# Bukit Pesileh
Bukit Pesileh är en kulle i Indonesien.   Den ligger i provinsen Aceh, i den västra delen av landet, 1 600 km nordväst om huvudstaden Jakarta. Toppen på Bukit Pesileh är 165 meter över havet.
Terrängen runt Bukit Pesileh är huvudsakligen platt.Runt Bukit Pesileh är det ganska tätbefolkat, med 56 invånare per kvadratkilometer. I omgivningarna runt Bukit Pesileh växer i huvudsak städsegrön lövskog.